# Marco Albarello
Marco Albarello, född 31 maj 1960, är en tidigare italiensk längdskidåkare och förbundskapten.
Albarello tävlade i världscupen mellan åren 1982 och 2002. Totalt blev det två segrar i världscupen på 68 starter. Albarello var med i fyra olympiska spel (1988, 92, 94 och 1998). Det blev fem medaljer och den största meriten var segern med det italienska stafettlaget vid OS 1994 i Lillehammer. Vidare vann Albarello VM-guld vid VM 1987 i Oberstdorf på 15 km. 
Albarello var en av de sista som bar in den olympiska elden vid OS 2006 i Turin. Albarello var coach för det nationella längdåkningslandslaget tills maj 2007.